# 庫恩定理
在博弈論中，庫恩定理（英語：Kuhn's theorem）與完全回憶、混合和非混合策略及其預期報酬有關。該定理以美國數學家哈羅德·W·庫恩的名字命名。
該定理指出在一個賽局中，玩家可以記住他們以前所有的動作/可用的遊戲狀態，對於每一個混合策略，都有一個行為策略具有等價的回報（即策略是等價的）。該定理並沒有說明這種策略是什麼，只是說明它存在。它既適用於有限博弈，也適用於無限博弈（即具有連續選擇的博弈，或無限迭加的博弈）。